# Équipe cycliste SD Worx-Protime
L'équipe cycliste SD Worx-Protime (Team SD Worx-Protime) est une équipe cycliste féminine néerlandaise créée en 2010 et devenue professionnelle en 2011. Depuis le 1er janvier 2021, c'est le prestataire international de services de ressources humaines et secrétariat social SD Worx qui devient sponsor principal de l'équipe. L'équipe domine le peloton international depuis 2016, terminant numéro une mondiale à sept reprises en huit ans.
Elle court avec une licence WorldTeam depuis 2021.

## Histoire de l'équipe

### Saison 2010 - 2012
En 2010, l'équipe n'est pas UCI.

### Saison 2014

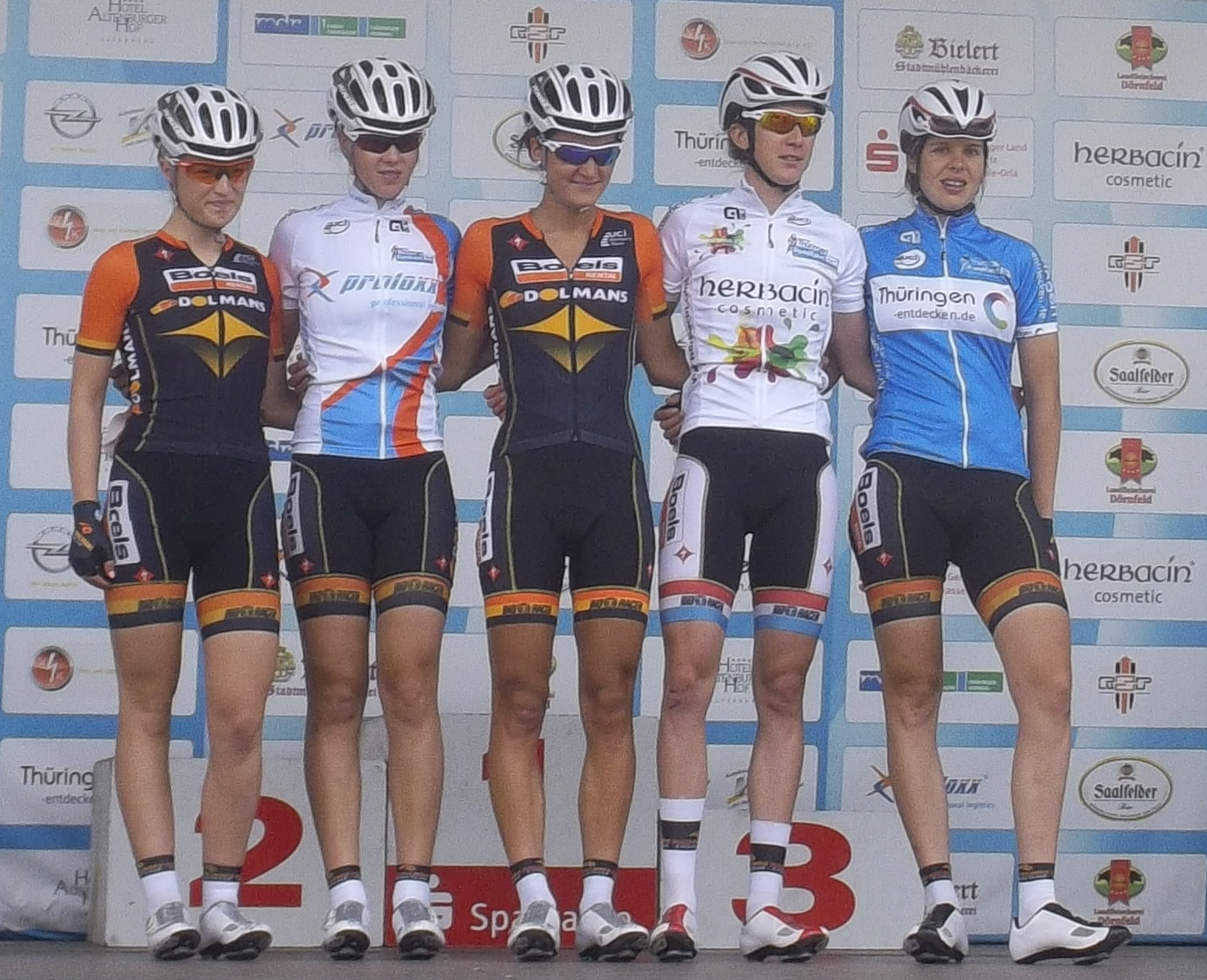
Équipe au Tour de Thuringe 2014

En 2014, l'équipe recrute la Néerlandaise et championne du monde contre-la-montre Ellen van Dijk, l'Américaine Megan Guarnier et la championne luxembourgeoise Christine Majerus. L'équipe récolte de nombreux succès dans les épreuves de Coupe du monde, Ellen van Dijk remportant le Tour des Flandres, tandis que Lizzie Armitstead gagne le Tour de Drenthe et surtout le classement final de l'épreuve. La Britannique termine la saison à la troisième place mondiale, tout comme l'équipe.

### Saison 2015

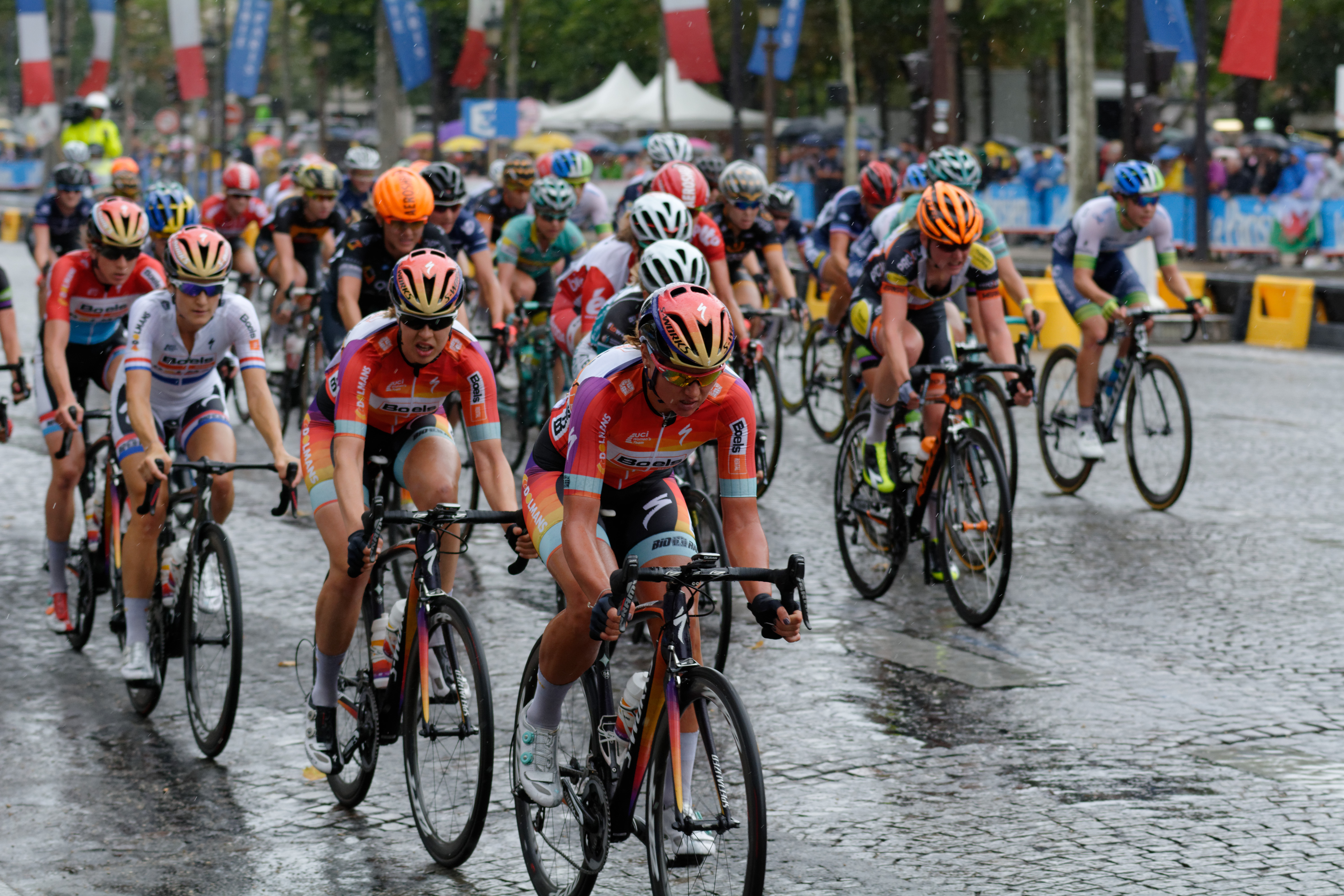
L'équipe durant la Course by Le Tour de France 2015 : Chantal van den Broek-Blaak est en tête, suivie de Romy Kasper, Lizzie Armitstead et Christine Majerus

En 2015, le recrutement de l'équipe est ambitieux avec l'ancienne vainqueur de la Flèche wallonne et de la Route de France Evelyn Stevens, la Néerlandaise Chantal van den Broek-Blaak et la double championne du monde juniors sur route Amalie Dideriksen. La saison est marquée par les victoires de Lizzie Armitstead en Coupe du monde et aux championnats du monde sur route. Elle gagne trois manches de Coupe du monde : le Trofeo Alfredo Binda-Comune di Cittiglio , la Philadelphia Cycling Classic et le GP de Plouay-Bretagne. Elle termine la saison à la deuxième place mondiale. L'Américaine Megan Guarnier réalise également une grande saison en gagnant la première édition des Strade Bianche, une étape de l'Emakumeen Bira, son championnat national, une étape du Tour d'Italie où elle porte le maillot rose durant sept des dix étapes, le Tour de Norvège ainsi qu'une médaille de bronze aux championnats du monde sur route sur sol américain. Enfin, Chantal van den Broek-Blaak remporte Le Samyn des Dames et une étape de l'Emakumeen Bira. La formation récolte vingt-six bouquets durant la saison et finit deuxième du classement UCI.

### Saison 2016

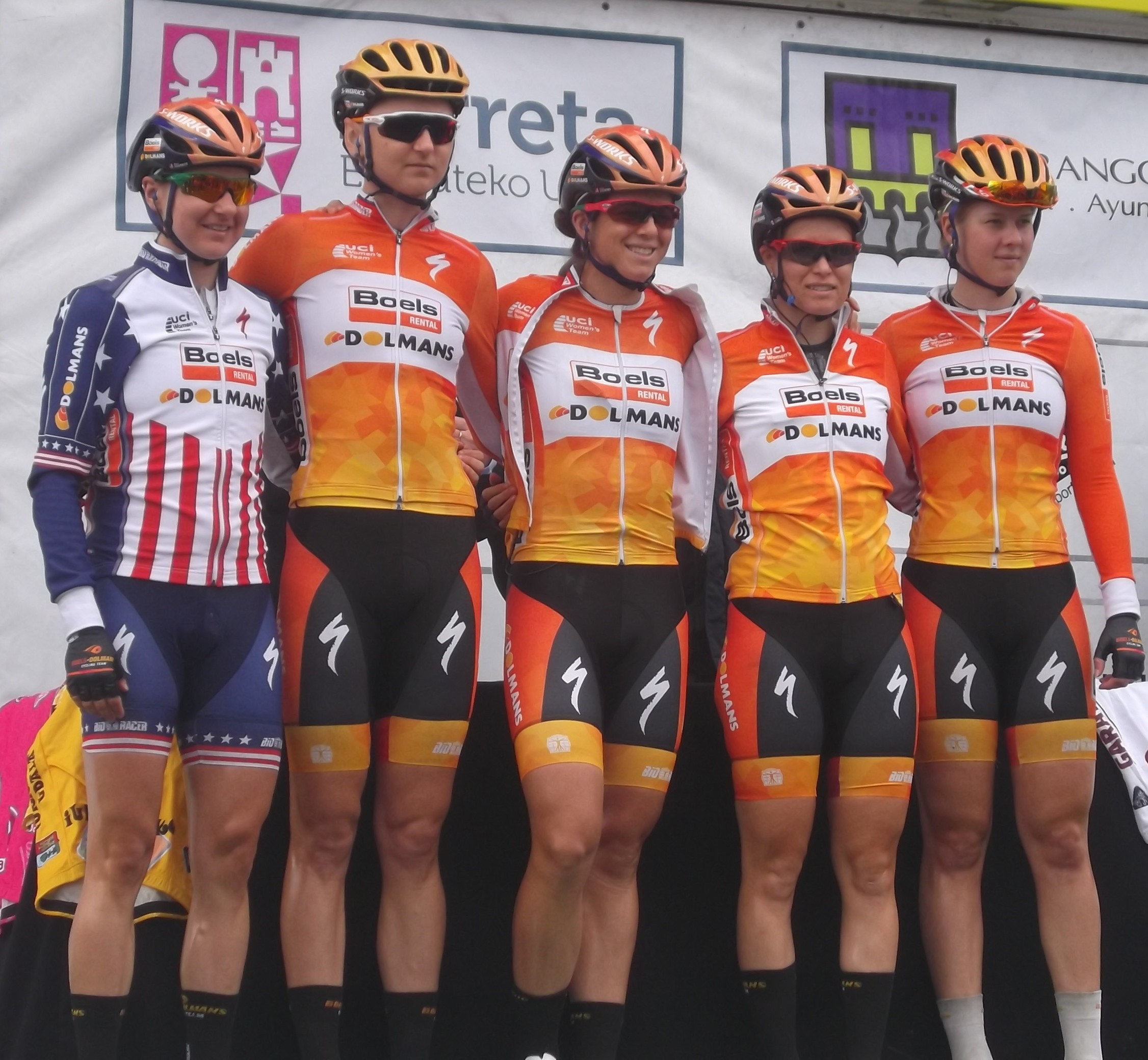
Équipe à l'Emakumeen Bira 2016

L'effectif est quasiment stable avec seulement l'arrivée de la coureuse de courses par étapes Canadienne Karol-Ann Canuel et de la spécialiste du cyclo-cross britannique Nikki Harris, tandis que Sanne van Paassen quitte l'équipe.
L'équipe domine la saison 2016. Sur le plan collectif, elle remporte le classement UCI, le classement de l'UCI World Tour et le championnat du monde du contre-la-montre par équipes. Ses membres gagnent neuf des quinze épreuves de l'UCI World Tour, dont le Tour des Flandres et le Tour d'Italie. Au total, plus de trente-cinq victoires. Sur le plan individuel, Amalie Dideriksen gagne le championnat du monde sur route. Evelyn Stevens devient détentrice du record de l'heure pour son ultime saison professionnelle. Lizzie Armitstead domine les classiques de printemps. Megan Guarnier termine la saison à la première place de l'UCI World Tour et du classement UCI. Seuls les Jeux olympiques font figure de déception, aucune membre de l'équipe n'obtenant de médaille.

### Saison 2017

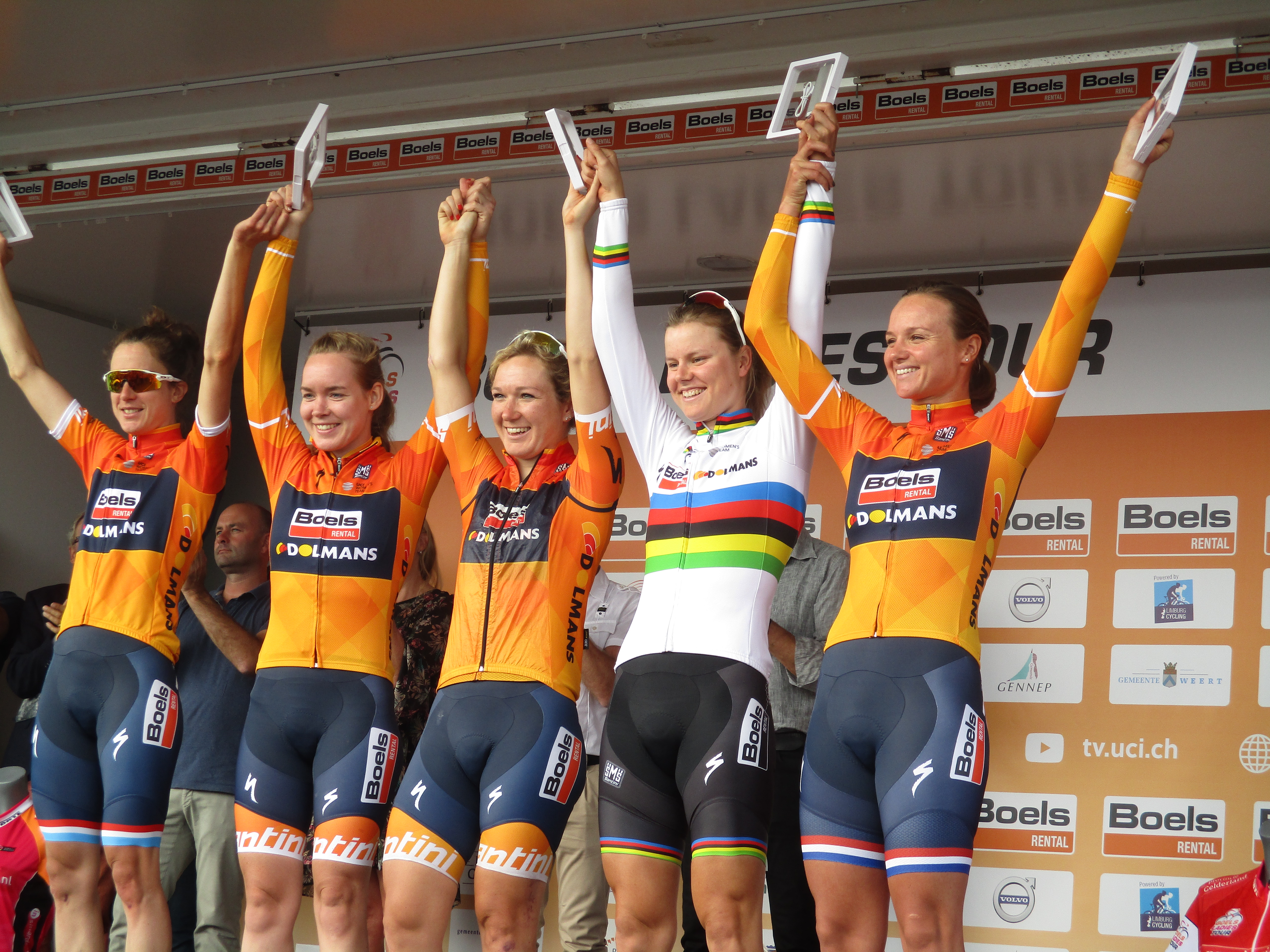
L'équipe au Boels Ladies Tour en septembre 2017.

L'arrivée de la championne olympique et vainqueur du Tour d'Italie 2015 Anna van der Breggen constitue la principale addition à l'effectif. La spécialiste des classiques flandriennes Amy Pieters et la prometteuse Jip van den Bos, toutes deux également néerlandaises rejoignent l'équipe. Au niveau des départs, Evelyn Stevens prend sa retraite. L'autre départ de taille est celui de la spécialiste du contre-la-montre Ellen van Dijk. Romy Kasper et Demi de Jong changent également d'équipe.
La formation réalise une saison de très haut niveau avec huit victoires sur les vingt manches du World Tour et la victoire de Chantal van den Broek-Blaak sur les championnats du monde sur route. Anna van der Breggen réalise le triplet ardennais puis remporte le Tour d'Italie. Avec la victoire lors du Tour de Californie et au contre-la-montre par équipes de l'Open de Suède Vårgårda, elle gagne le classement World Tour. Elizabeth Deignan est moins dominatrice que l'année précédente, mais remporte le Grand Prix de Plouay et prend la deuxième place des trois classiques ardennaises. Megan Guarnier vit une saison difficile, marquée par une chute sur la tête lors du circuit Het Nieuwsblad. Elle revient en forme en fin de saison, mais reste en retrait par rapport à l'année 2016. Christine Majerus gagne le Grand Prix Elsy Jacobs. Amalie Dideriksen s'impose sur le Tour de Drenthe et obtient une médaille de bronze aux mondiaux. La formation est première du classement UCI et du World Tour.

### Saison 2018

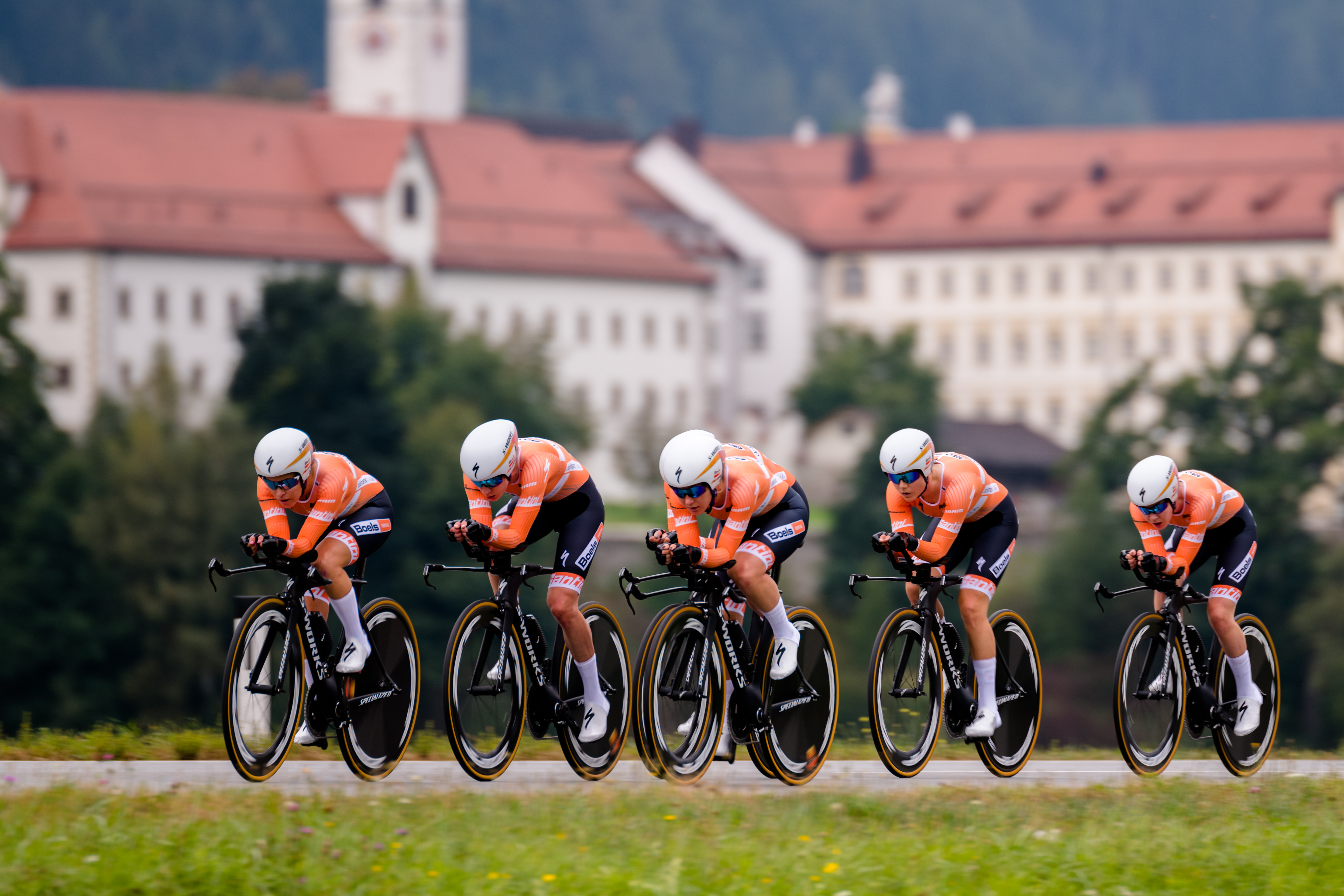
Boels Dolmans lors des championnats du monde du contre-la-montre par équipes 2018

Deux jeunes coureuses rejoignent l'équipe : la Polonaise Anna Plichta et l'Américaine Skylar Schneider. Au niveau des départs, la Polonaise Katarzyna Pawłowska quitte l'équipe. Nikki Brammeier décide quant à elle de se consacrer pleinement au cyclo-cross. Mi-mars, Elizabeth Deignan annonce être enceinte et donc ne pas participer à la saison 2018.
Anna van der Breggen effectue une grande saison. Elle remporte en solitaire les Strade Bianche et le Tour des Flandres. Elle conserve ses titres sur la Flèche wallonne et sur Liège-Bastogne-Liège. Afin de préparer au mieux les championnats du monde, elle ne prend pas part au Tour d'Italie. À La course by Le Tour de France, elle est en tête à la flamme rouge, mais s'effondre face à Annemiek van Vleuten dans les derniers mètres. Elle marque l'Open de Suède Vårgårda par ses attaques incessantes. Aux championnats du monde, elle prend la médaille d'argent sur le contre-la-montre par équipes, puis sur le contre-la-montre individuel derrière Annemiek van Vleuten. Sur la course en ligne, elle part seule à quarante-deux kilomètres de l'arrivée pour s'imposer avec plus de trois minutes d'avance sur Amanda Spratt. Amy Pieters élargie son registre en 2018. Elle remporte ainsi le Tour de Drenthe au sprint, est deuxième du Tour des Flandres, puis gagne l'Healthy Ageing Tour, une course par étapes, et le Grand Prix de Plouay, une course vallonnée. Chantal van den Broek-Blaak vient succéder à Anna van der Breggen à l'Amstel Gold Race en prenant la première échappée de la journée. Elle est également championne des Pays-Bas pour la deuxième année consécutives et deuxième du Trofeo Alfredo Binda. Megan Guarnier est cinquième du Tour d'Italie pour sa dernière saison. Amalie Dideriksen remporte plusieurs étapes au sprint. Christine Majerus est troisième des Trois Jours de La Panne. Anna van der Breggen est deuxième du classement UCI et troisième de l'UCI World Tour. Boels Dolmans est la meilleure équipe du classement UCI et de l'UCI World Tour.

### Saison 2019

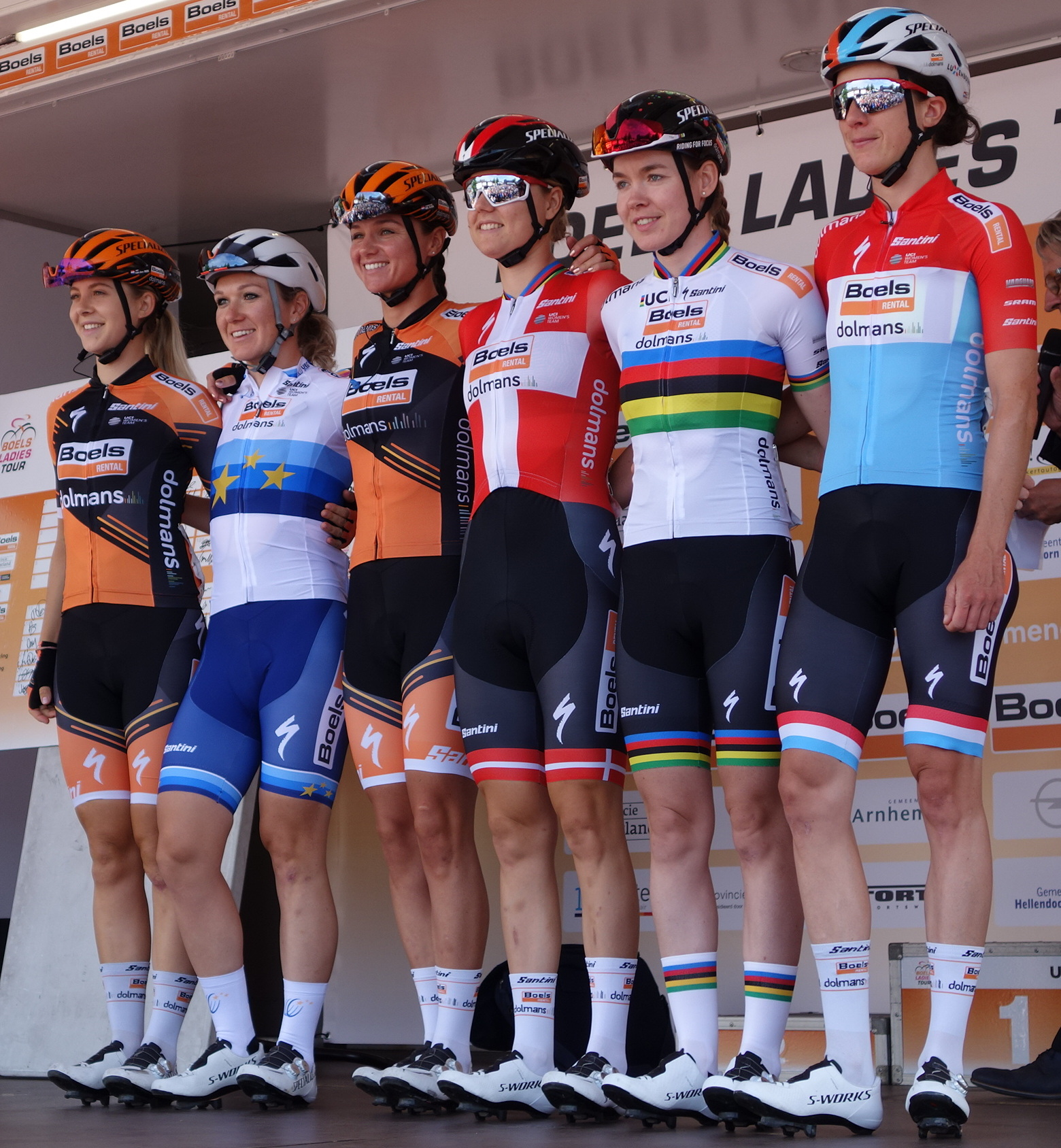
Équipe en 2019 au Boels Ladies Tour

La sprinteuse belge Jolien D'Hoore, la grimpeuse américaine Katie Hall, la jeune Néerlandaise Eva Buurman et la vététiste Annika Langvad rejoignent l'équipe. Elizabeth Deignan quitte définitivement la formation après sa pause en 2018. Megan Guarnier prend sa retraite. Enfin, Anna Plichta part également.
L'équipe conserve son statut de numéro une mondiale. Néanmoins, sa domination est moins nette que l'année précédente. La championne du monde en titre Anna van der Breggen remporte la Flèche wallonne pour la cinquième fois, le Tour de Californie et le Grand Prix de Plouay. Elle est également deuxième du Tour d'Italie, du championnat du monde du contre-la-montre et sur route. Amy Pieters est également une source de satisfaction avec le titre de championne d'Europe sur route, celui de championne du monde de la course à l'américaine, ainsi que la troisième place du Women's Tour. Christine Majerus gagne le Boels Ladies Tour ainsi que La Classique Morbihan. Jolien D'Hoore connait une saison marquée par les blessures à répétition. Elle remporte néanmoins trois courses. Karol-Ann Canuel est championne du Canada. Chantal van den Broek-Blaak gagne le Circuit Het Nieuwsblad puis se classe deuxième du Tour de Drenthe, se montre néanmoins plus discrète par la suite. Katie Hall est deuxième du Tour de Californie et septième du Tour d'Italie. Annika Langvad réalise de remarquée début sur route avec une deuxième place sur les Strade Bianche et une quatrième place à l'Amstel Gold Race. Jip van den Bos effectue un bon début de saison avec une victoire au Samyn des Dames et une troisième place au circuit Het Nieuwsblad. Anna van der Breggen est cinquième des classements UCI et World Tour. Boels Dolmans est la meilleure équipe dans les deux classements.

### Saison 2020

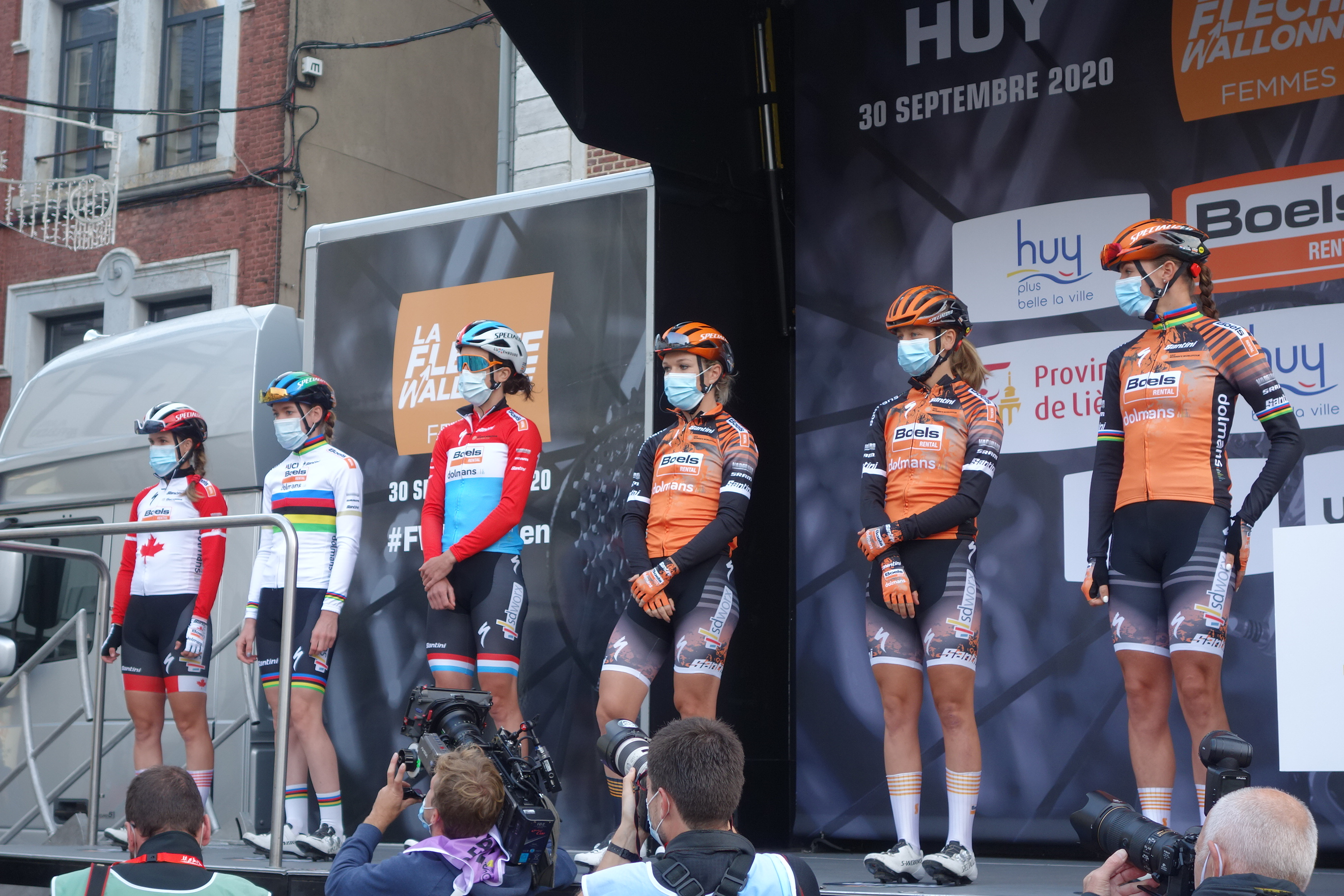
Équipe au départ de la Flèche wallonne

L'effectif est quasiment inchangé avec l'arrivée de la jeune Néerlandaise Lonneke Uneken et le départ de la vététiste  Annika Langvad.  À cause de l'absence d'engagement du partenaire pour les années suivantes, la formation n'intègre pas la nouvelle catégorie World Team. La saison est interrompue de mars à juillet en raison de l'épidémie de covid-19.
Anna van der Breggen réalise une excellente seconde partie de saison, en remportant le championnat des Pays-Bas sur route, le championnat d'Europe du contre-la-montre, le Tour d'Italie, la Flèche wallonne pour la sixième fois et surtout en effectuant un doublé aux championnats du monde. Chantal van den Broek-Blaak gagne le Samyn des Dames en première partie de saison et le Tour des Flandres après la reprise. Jolien D'Hoore a peu d'occasion de se distinguer. Elle gagne Gand-Wevelgem et est déclassée des Trois Jours de La Panne pour sprint irrégulier alors qu'elle avait passé la ligne en premier. Amy Pieters aide l'équipe dans de nombreuses victoires, et est cinquième de Liège-Bastogne-Liège. Christine Majerus conserve ses titres nationaux au Luxembourg. Anna van der Breggen est première du classement UCI et quatrième du classement World Tour. Boels Dolmans deuxième des deux classements par équipes.

### Saison 2021

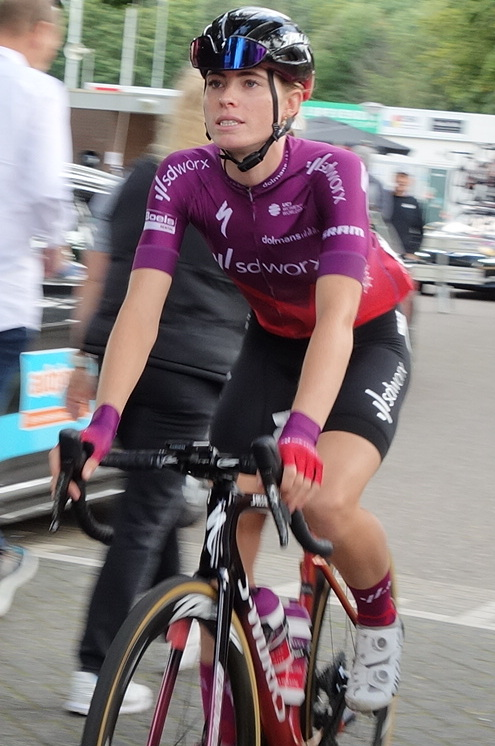
Demi Vollering est la principale recrue 2021

Elle accède au statut de WorldTeam, la première division du cyclisme féminin. L'effectif de l'équipe est grandement renouvelé. La puncheuse Demi Vollering, les grimpeuses Niamh Fisher-Black, Ashleigh Moolman et Nikola Nosková, ainsi que les sprinteuses Elena Cecchini, Anna Shackley et Roxane Fournier rejoignent l'équipe. Tandis que Amalie Dideriksen, Jip van den Bos, Eva Buurman, Katie Hall et Skylar Schneider la quittent.
La championne du monde Anna van der Breggen remporte pour la septième fois consécutive la Flèche wallonne, le Tour de Burgos et plusieurs semi-classiques espagnoles avant de s'imposer sur le Tour d'Italie pour la quatrième fois. Elle est troisième du contre-la-montre olympique. Elle connait néanmoins une méforme en fin de saison. Demi Vollering confirme tous les espoirs placés en elle. Elle remporte Liège-Bastogne-Liège, La course by Le Tour de France et The Women's Tour. Elle est également deuxième de l'Amstel Gold Race. Amy Pieters gagne son championnat national, Nokere Koerse et une étape du Women's Tour. Chantal van den Broek-Blaak s'impose sur les Strade Bianche et le Simac Ladies Tour. Ashleigh Moolman  gagne l'étape reine du Tour d'Italie et est deuxième du Tour de Norvège. Elena Cecchini est deuxième du Tour de Drenthe. Au moment du bilan, Demi Vollering est quatrième du classement mondial et deuxième du World Tour. SD Worx remporte les deux classements par équipes.

### Saison 2022

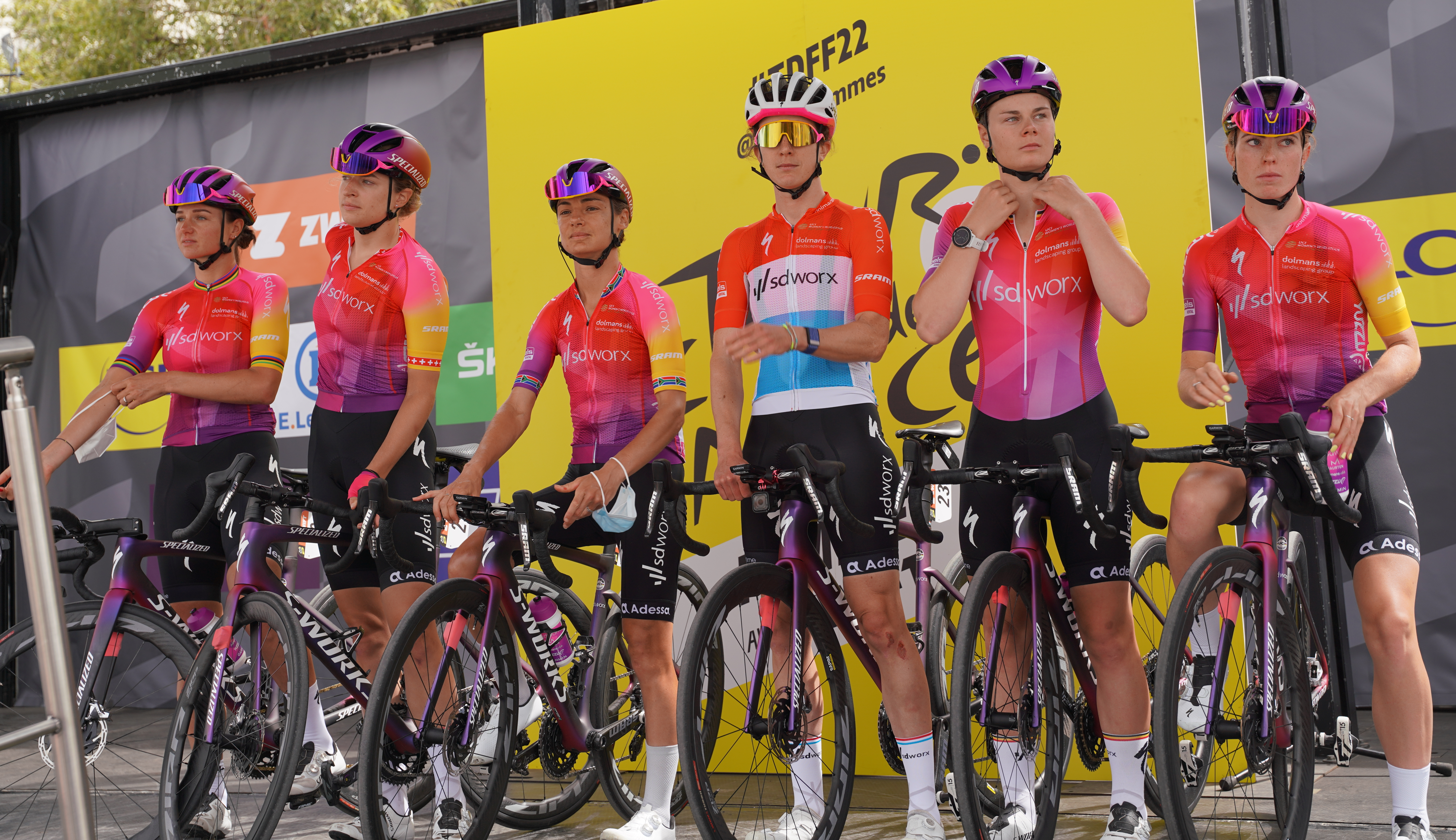
Équipe au Tour de France

Lotte Kopecky et  Marlen Reusser rejoignent l'équipe, tandis que Anna van der Breggen, Karol-Ann Canuel et Jolien D'Hoore prennent leur retraite. Nikola Nosková part aussi.
Demi Vollering entame la saison par une seconde place au Circuit Het Nieuwsblad. Elle remporte la Flèche brabançonne et finit sur le podium des trois classiques ardennaises. Elle gagne le Tour du Pays basque. Surtout, elle termine deuxième du Tour de France derrière Annemiek van Vleuten. Elle est aussi troisième du Ceratizit Challenge by La Vuelta. Lotte Kopecky remporte les Strade Bianche et le Tour des Flandres. Elle gagne le titre de championne de Belgique du contre-la-montre. Sur piste, elle est championne d'Europe en course aux points et en course à l'élimination. Aux championnats du monde, elle remporte l'américaine et l'élimination. Ashleigh Moolman, après une majeure partie de la saison passée dans un relatif anonymat, remporte le Tour de Romandie. Marlen Reusser conserve son titre de championne d'Europe du contre-la-montre et gagne une étape du Tour de France. Niamh Fisher-Black est meilleure jeune du Tour d'Italie avec sa cinquième place. Blanka Vas effectue le doublé aux championnats de Hongrie, tout comme Christine Majerus au Luxembourg. Au classement UCI, Lotte Kopecky est quatrième quelques points devant Demi Vollering. Cette dernière est troisième du World Tour. SD Worx remporte les classements par équipes des deux compétitions.

### Saison 2023

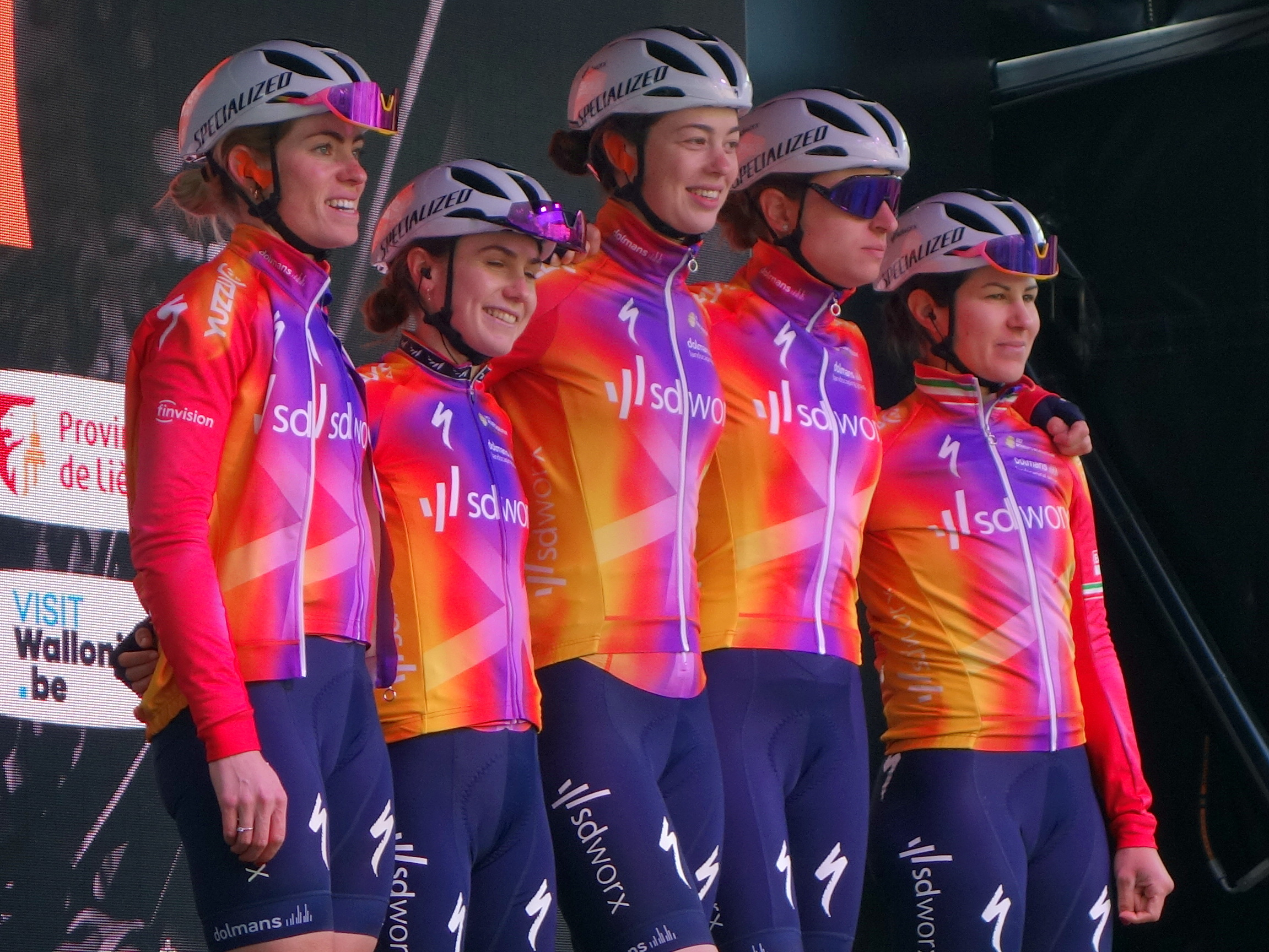
Équipe à la Flèche wallonne

La sprinteuse Lorena Wiebes est la principale recrue. L'équipe renforce son domaine du sprint avec l'arrivée de Barbara Guarischi, Femke Markus et Mischa Bredewold. Sina Frei est également recrutée. Au niveau des départs Ashleigh Moolman-Pasio et Roxane Fournier quittent l'équipe. Chantal van den Broek-Blaak est enceinte, tandis qu'Amy Pieters, victime d'un grave accident en 2022, sort de l'effectif.
L'équipe domine la saison cycliste avec plus de soixante victoires, en gagnant 15 des 27 manches de l'UCI World Tour dont le Tour de France, ainsi que le championnat du monde sur route. Demi Vollering connaît une saison exceptionnelle. Elle remporte : les Strade bianche, les trois classiques ardennaises, le Tour de Burgos, le titre de championne des Pays-Bas, le Tour de Romandie et surtout le Tour de France avec l'étape du Tourmalet. Elle est par ailleurs deuxième des championnats du monde et du Tour d'Espagne pour neuf secondes. Lotte Kopecky réalise également une excellente saison en s'imposant au Circuit Het Nieuwsblad, au Tour des Flandres, au Tour de Thuringe et au Simac Ladies Tour. En juillet, elle remporte une étape du Tour de France, y porte le maillot jaune pendant six jours. Elle prend une surprenante sixième place en haut du Tourmalet et devance Annemiek van Vleuten dans le contre-la-montre pour s'adjuger la deuxième place du classement général. Elle enchaîne avec les championnats du monde, où elle remporte deux médailles d'or sur piste avant de lever les bras dans la course en ligne. Marlen Reusser réalise une démontration à Gand-Wevelgem en franchissant la ligne près de trois minutes avant le peloton. Elle gagne le Tour du Pays basque, le Tour de Suisse, l'étape contre-la-montre du Tour de France ainsi que le titre de championne d'Europe du contre-la-montre. Seul le titre mondial de la discipline lui échappe. Lorena Wiebes conserve son statut de meilleure sprinteuse mondiale avec de multiples victoires dont celle sur le Tour de Drenthe. Mischa Bredewold est une des révélations de la saison avec la victoire sur les championnats d'Europe sur route, le Grand Prix de Plouay et une étape du Tour de Thuringe. Blanka Vas est championne de Hongrie, route et chrono, gagne une étape du Tour d'Italie et du Tour de Suisse. Demi Vollering remporte le classement UCI et celui du World Tour, tout comme l'équipe. Au classement UCI, la formation réalise un quadruplé, Vollering y devançant Kopecky, Reusser et Wiebes.

## Classements UCI
Ce tableau présente les places de l'équipe au classement de l'Union cycliste internationale en fin de saison, ainsi que la meilleure cycliste au classement individuel de chaque saison.
| Classement UCI | Classement UCI         | Classement UCI                              | Classement UCI |
| Année          | Classement par équipes | Meilleure coureuse au classement individuel |                |
| -------------- | ---------------------- | ------------------------------------------- | -------------- |
| 2011           | 13e                    | Martine Bras (16e)                          |                |
| 2012           | 19e                    | Martine Bras (90e)                          |                |
| 2013           | 11e                    | Elizabeth Armitstead (17e)                  |                |
| 2014           | 3e                     | Elizabeth Armitstead (3e)                   |                |
| 2015           | 2e                     | Elizabeth Armitstead (2e)                   |                |
| 2016           | 1re                    | Megan Guarnier (1re)                        |                |
| 2017           | 1re                    | Anna van der Breggen (2e)                   |                |
| 2018           | 1re                    | Anna van der Breggen (2e)                   |                |
| 2019           | 1re                    | Anna van der Breggen (5e)                   |                |
| 2020           | 2e                     | Anna van der Breggen (1re)                  |                |
| 2021           | 1re                    | Demi Vollering (4e)                         |                |
| 2022           | 1re                    | Lotte Kopecky (4e)                          |                |
| 2023           | 1re                    | Demi Vollering (1re)                        |                |
| 2024           | 1re                    | Lotte Kopecky (1re)                         |                |
|                |                        |                                             |                |
| Source : UCI   |                        |                                             |                |

L'équipe a intégré la Coupe du monde sous le nom de Dolmans Landscaping team. Le tableau ci-dessous présente les classements de l'équipe sur ce circuit, ainsi que sa meilleure coureuse au classement individuel.
| Coupe du monde | Coupe du monde         | Coupe du monde                              | Coupe du monde |
| Année          | Classement par équipes | Meilleure coureuse au classement individuel |                |
| -------------- | ---------------------- | ------------------------------------------- | -------------- |
| 2011           | 8e                     | Martine Bras (9e)                           |                |
| 2012           | 9e                     | Martine Bras (36e)                          |                |
| 2013           | 8e                     | Elizabeth Armitstead (17e)                  |                |
| 2014           | 2e                     | Elizabeth Armitstead (1re)                  |                |
| 2015           | 3e                     | Elizabeth Armitstead (1re)                  |                |
|                |                        |                                             |                |
| Source : UCI   |                        |                                             |                |

En 2016, l'UCI World Tour féminin vient remplacer la Coupe du monde.
| UCI World Tour | UCI World Tour         | UCI World Tour                              | UCI World Tour |
| Année          | Classement par équipes | Meilleure coureuse au classement individuel |                |
| -------------- | ---------------------- | ------------------------------------------- | -------------- |
| 2016           | 1re                    | Megan Guarnier (1re)                        |                |
| 2017           | 1re                    | Anna van der Breggen (1re)                  |                |
| 2018           | 1re                    | Anna van der Breggen (3e)                   |                |
| 2019           | 1re                    | Anna van der Breggen (5e)                   |                |
| 2020           | 2e                     | Anna van der Breggen (4e)                   |                |
| 2021           | 1re                    | Demi Vollering (2e)                         |                |
| 2022           | 1re                    | Demi Vollering (3e)                         |                |
| 2023           | 1re                    | Demi Vollering (1re)                        |                |
| 2024           | 1re                    | Lotte Kopecky (1re)                         |                |
|                |                        |                                             |                |
| Source : UCI   |                        |                                             |                |

## Principales victoires

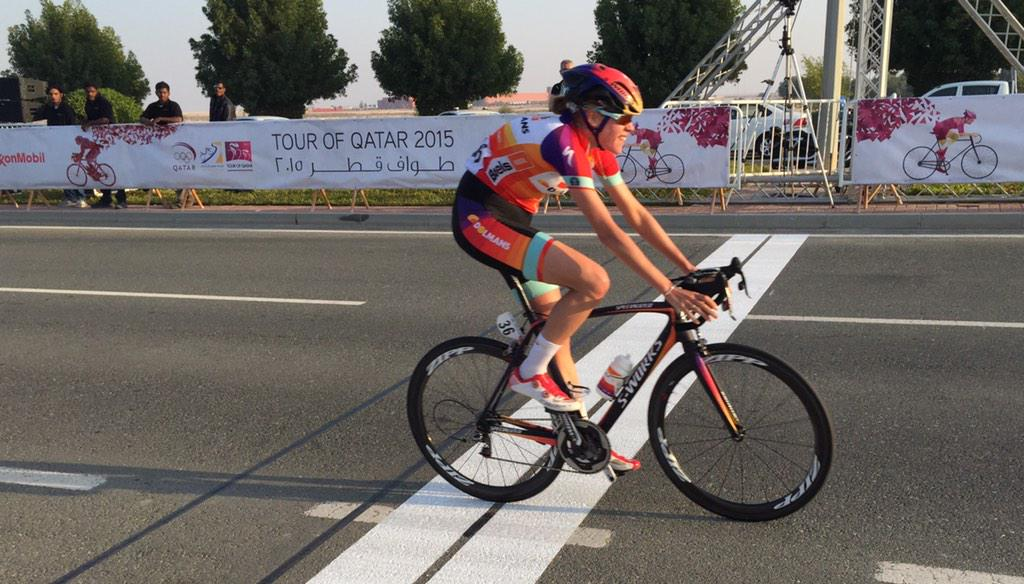
Ellen van Dijk remporte la 2e étape du Tour du Qatar 2015.

### Classiques

#### Épreuves d'un jour de Coupe du monde et UCI World Tour
L'équipe a gagné les épreuves de Coupe du monde et de l'UCI World Tour suivantes :
- Tour des Flandres : 2014 (Ellen van Dijk), 2016 (Lizzie Armitstead), 2018 (Anna van der Breggen), 2020 (Chantal Blaak), 2022, 2023 (Lotte Kopecky)
- Tour de Drenthe : 2014 (Lizzie Armitstead), 2016 (Chantal van den Broek-Blaak), 2017 (Amalie Dideriksen), 2018 (Amy Pieters), 2023 (Lorena Wiebes)
- Trofeo Alfredo Binda-Comune di Cittiglio : 2015, 2016 (Lizzie Armitstead)
- Philadelphia Cycling Classic : 2015 (Lizzie Armitstead), 2016 (Megan Guarnier)
- Grand Prix de Plouay-Bretagne : 2015 (Lizzie Armitstead), 2017 (Lizzie Deignan), 2018 (Amy Pieters), 2019 (Anna van der Breggen), 2023 (Mischa Bredewold)
- Strade Bianche : 2016 (Lizzie Armitstead), 2018 (Anna van der Breggen), 2021 (Chantal van den Broek-Blaak), 2022 (Lotte Kopecky), 2023 (Demi Vollering)
- Gand-Wevelgem : 2016 (Chantal van den Broek-Blaak), 2020 (Jolien D'Hoore), 2023 (Marlen Reusser)
- Amstel Gold Race : 2017 (Anna van der Breggen), 2018 (Chantal van den Broek-Blaak), 2023 (Demi Vollering)
- Flèche wallonne : 2017, 2018, 2019, 2020, 2021 (Anna van der Breggen), 2023 (Demi Vollering)
- Liège-Bastogne-Liège : 2017, 2018 (Anna van der Breggen), 2021, 2023 (Demi Vollering)
- La course by Le Tour de France : 2021 (Demi Vollering)

### Grands tours
- Tour d'Italie féminin
- Participations : 13 (2013-2025)
  - Victoires d'étapes : 10
    - 1 en 2015 : Megan Guarnier
    - 3 en 2016 : Evelyn Stevens (3)
    - 2 en 2017 : Megan Guarnier, équipe
    - 1 en 2019 : Anna van der Breggen
    - 3 en 2021 : Anna van der Breggen (2), Ashleigh Moolman
    - 2 en 2023 : Lorena Wiebes, Blanka Vas
    - 2 en 2024 : Niamh Fisher-Black, Lotte Kopecky
    - 2 en 2025 : Lorena Wiebes

  - Victoire finale : 2016 (Megan Guarnier), 2017, 2020 et 2021 (Anna van der Breggen)
  - Podium : 2015 (Megan Guarnier), 2019 (Anna van der Breggen), 2021 (Demi Vollering et Ashleigh Moolman), 2024 (Lotte Kopecky)
  - Classement annexes :
    - Classement par points : 2015 et 2016 (Megan Guarnier), 2021 (Anna van der Breggen), 2024 (Lotte Kopecky)
    - Classement de la meilleure jeune : 2021 et 2022 (Niamh Fisher-Black)
- Tour de France Femmes
- Participations : 4 (2022-2025)
  - Victoires d'étapes : 1
    - 1 en 2022 : Marlen Reussler
    - 4 en 2023 : Lotte Kopecky, Lorena Wiebes, Demi Vollering, Marlen Reusser
    - 3 en 2024 : Demi Vollering (2) et Blanka Vos (1)
    - 2 en 2025 : Lorena Wiebes

  - Victoire : 2023 (Demi Vollering)
  - Podium : 2022 (Demi Vollering), 2023 (Lotte Kopecky), 2024 (Demi Vollering)
  - Classement annexes :
    - Classement par points : 2023 et 2025 (Lotte Kopecky)
    - Classement de la montagne : 2022 (Demi Vollering)
    - Classement de la meilleure équipe : 2023

### Compétitions internationales
Cyclisme sur route
- Championnats du monde : 7
  - Course en ligne : 2015 (Lizzie Armitstead), 2016 (Amalie Dideriksen), 2017 (Chantal van den Broek-Blaak), 2018 et 2020 (Anna van der Breggen), 2023 (Lotte Kopecky)
  - Contre-la-montre : 2020 (Anna van der Breggen)
- Championnats d'Europe : 6
  - Course en ligne : 2016 (Anna van der Breggen), 2019 (Amy Pieters), 2023 (Mischa Bredewold)
  - Contre-la-montre : 2020 (Anna van der Breggen), 2022, 2023 (Marlen Reusser)
- Jeux du Commonwealth : 1
  - Course en ligne : 2014 (Lizzie Armitstead)

Cyclisme sur piste
- Championnats du monde : 8
  - Course aux points : 2016 (Katarzyna Pawłowska), 2023 (Lotte Kopecky)
  - Américaine : 2019, 2020 et 2021 (Amy Pieters), 2022 (Lotte Kopecky)
  - Élimination : 2022, 2023 (Lotte Kopecky)
- Championnats d'Europe : 1
  - Course aux points : 2015 (Katarzyna Pawłowska)
  - Américaine : 2018 (Amalie Dideriksen), 2019 (Amy Pieters)

### Championnats nationaux
| Cyclisme sur route - Championnats d’Azerbaïdjan : 1 - Contre-la-montre : 2012 (Elena Tchalykh) - Championnats de Belgique : 3 - Course en ligne : 2023 (Lotte Kopecky) - Contre-la-montre : 2022, 2023 (Lotte Kopecky) - Championnats du Canada : 2 - Course en ligne : 2019 (Karol-Ann Canuel) - Contre-la-montre : 2017 (Karol-Ann Canuel) - Championnats du Danemark : 2 - Course en ligne : 2018, 2019 (Amalie Dideriksen) - Championnats des États-Unis : 1 - Course en ligne : 2015 (Megan Guarnier) - Championnats de Grande-Bretagne : 3 - Course en ligne : 2013, 2015 et 2017 (Lizzie Armitstead) - Championnats de Hongrie : 6 - Course en ligne : 2021, 2022 et 2023(Kata Blanka Vas) - Contre-la-montre : 2021, 2022 et 2023 (Kata Blanka Vas) - Championnats de Luxembourg : 19 - Course en ligne : 2014, 2015, 2016, 2017, 2018, 2019, 2020, 2021, 2022 et 2023 (Christine Majerus) - Contre-la-montre : 2014, 2015, 2016, 2017, 2018, 2019, 2020, 2021 et 2022 (Christine Majerus) - Championnats des Pays-Bas : 5 - Course en ligne : 2017 et 2018 (Chantal Blaak), 2020 (Anna van der Breggen), 2021 (Amy Pieters), 2023 (Demi Vollering) - Contre-la-montre : 2021 (Anna van der Breggen) - Championnats de Pologne : 1 - Contre-la-montre : 2017 (Katarzyna Pawłowska) - Championnats de Suisse : 1 - Course en ligne : 2023 (Marlen Reusser) | Cyclisme sur piste - Championnats du Danemark : 1 - Américaine : 2020 (Amalie Dideriksen) - Championnats des Pays-Bas : 5 - Scratch : 2010 (Winanda Spoor) - Américaine : 2018, 2020 (Amy Pieters) - Poursuite individuelle : 2017, 2018 (Amy Pieters) Cyclo-cross - Championnats de Grande-Bretagne : 2 - Élites : 2016, 2017 (Nikki Harris) - Championnats du Luxembourg : 7 - Élites : 2014, 2015, 2016, 2017, 2018, 2019, 2020 (Christine Majerus) |

## Encadrement
| Année | Code UCI | Nom                        | Cat.       | Vélo        | Encadrement                                                                       |
| ----- | -------- | -------------------------- | ---------- | ----------- | --------------------------------------------------------------------------------- |
| 2011  | DLT      | Dolmans Landscaping Team   | WT         | Koga        | Dir. sportif : Bart Faes, Thijs Rondhuis                                          |
| 2012  | DLT      | Dolmans-Boels Cyclingteam  | WT         | Koga        | Manager : Danielle Bekkering Dir. sportif : Bart Faes, Thijs Rondhuis             |
| 2013  | DLT      | Boels-Dolmans Cycling Team | WT         | Isaac Cycle | Manager : Steven Rooks Dir. sportif : Danny Stam, Bram Sevens                     |
| 2014  | DLT      | Boels-Dolmans Cycling Team | WT         | Specialized | Manager : Marten de Lange Dir. sportif : Danny Stam, Bram Sevens, Robert Slippens |
| 2015  | DLT      | Boels-Dolmans Cycling Team | WT         | Specialized | Manager : Marten de Lange Dir. sportif : Danny Stam, Bram Sevens                  |
| 2016  | DLT      | Boels-Dolmans Cycling Team | WT         | Specialized | Manager : Marten de Lange Dir. sportif : Danny Stam, Bram Sevens                  |
| 2017  | DLT      | Boels-Dolmans Cycling Team | WT         | Specialized | Manager : Marten de Lange Dir. sportif : Danny Stam, Bram Sevens                  |
| 2018  | DLT      | Boels-Dolmans Cycling Team | WT         | Specialized | Manager : Roel Janssen Dir. sportif : Danny Stam, Bram Sevens                     |
| 2019  | DLT      | Boels-Dolmans Cycling Team | WT         | Specialized | Manager: Roel Janssen Dir. sportif : Danny Stam, Richard Groenendaal, Bram Sevens |
| 2020  | DLT      | Boels-Dolmans Cycling Team | WT         | Specialized | Manager: Roel Janssen Dir. sportif : Danny Stam, John Seehafer, Bram Sevens       |
| 2021  | SDW      | SD Worx                    | World Team | Specialized | Manager: Erwin Janssen Dir. sportif : Danny Stam, Bram Sevens                     |
| 2022  | SDW      | SD Worx                    | World Team | Specialized | Manager: Erwin Janssen Dir. sportif : Danny Stam, Lars Boom, Anna van der Breggen |
| 2023  | SDW      | SD Worx                    | World Team | Specialized | Manager: Erwin Janssen Dir. sportif : Danny Stam, Lars Boom                       |
| 2024  | SDW      | SD Worx-Protime            | World Team | Specialized | Manager: Erwin Janssen Dir. sportif : Danny Stam, Lars Boom, Anna van der Breggen |

## Structure de l'équipe

### Statut juridique et légal
L'équipe a son siège à l'adresse suivante : Pasweg 25, 6240 AA Bunde. Elle est néerlandaise depuis sa création.

### Direction

#### Direction de 2011 à 2014
En 2011 et 2012, l'équipe est dirigée par Bart Faes. Le représentant de l'équipe devant l'UCI est alors Thijs Rondhuis en 2011 puis Danielle Bekkering en 2012. À partir de 2013, Steven Rooks devient le représentant de l'équipe devant l'UCI. 
Le directeur général de l'équipe en 2014 est Erwin Janssen, Rooks est officiellement directeur sportif.

### Financement
L'équipe est sponsorisée par Boels Rental, une société de location de matériel de chantier et bricolage, et par Dolmans Landscaping Group une société de paysagisme. De nombreux autres partenaires apportent leur soutien financier à l'équipe. Fin 2019, les deux partenaires principaux annoncent leur retrait fin 2020.
En 2021, SD Worx, un prestataire en ressources humaines devient le principal partenaire de l'équipe.

## Effectif actuel
| Effectif 2025                          | Effectif 2025     | Effectif 2025    | Effectif 2025                     |
| Cycliste                               | Date de naissance | Pays             | Équipe précédente                 |
| -------------------------------------- | ----------------- | ---------------- | --------------------------------- |
| Mischa Bredewold                       | 20 juin 2000      | Pays-Bas         | Parkhotel Valkenburg (2022)       |
| Elena Cecchini                         | 25 mai 1992       | Italie           | Canyon-SRAM Racing (2020)         |
| Femke Gerritse                         | 14 mai 2001       | Pays-Bas         | Parkhotel Valkenburg (2023)       |
| Barbara Guarischi                      | 10 février 1990   | Italie           | Movistar Team (2022)              |
| Steffi Häberlin                        | 11 décembre 1997  | Suisse           |                                   |
| Mikayla Harvey                         | 7 septembre 1998  | Nouvelle-Zélande | UAE Team ADQ (2024)               |
| Julia Kopecký                          | 10 août 2004      | Tchéquie         | AG Insurance-Soudal NXTG (2024)   |
| Lotte Kopecky                          | 10 novembre 1995  | Belgique         | Liv Racing (2021)                 |
| Marta Lach                             | 26 mai 1997       | Pologne          | Ceratizit-WNT Pro Cycling (2024)  |
| Femke Markus                           | 17 novembre 1996  | Pays-Bas         | Parkhotel Valkenburg (2022)       |
| Skylar Schneider                       | 3 septembre 1998  | États-Unis       | Miami Blazers (2024)              |
| Marie Schreiber                        | 17 avril 2003     | Luxembourg       | Acrog-Tormans/Balen BC (2023)     |
| Geerike Schreurs                       | 19 mai 1989       | Pays-Bas         | Sengers (2013)                    |
| Laura Stigger                          | 25 septembre 2000 | Autriche         |                                   |
| Chantal van den Broek-Blaak (–11 fév.) | 22 octobre 1989   | Pays-Bas         | Specialized-Lululemon (2014)      |
| Anna van der Breggen                   | 18 avril 1990     | Pays-Bas         | Rabo Liv Women (2016)             |
| Blanka Vas                             | 3 septembre 2001  | Hongrie          | Doltcini-Van Eyck-Proximus (2021) |
| Lorena Wiebes                          | 17 mars 1999      | Pays-Bas         | Team DSM (2022)                   |
| Lisa van Belle (29 avr.–31 déc.)       | 30 janvier 2004   | Pays-Bas         | VELOPRO-Alphamotorhomes (2025)    |
|                                        |                   |                  |                                   |
| Source : ProCyclingStats               |                   |                  |                                   |

## SD Worx-Protime en 2024

### Arrivées et départs
Femke Gerritse rejoint l'équipe.
| Arrivées       | Équipe 2023          |
| -------------- | -------------------- |
| Femke Gerritse | Parkhotel Valkenburg |

| Départs   | Équipe 2024 |
| --------- | ----------- |
| Sina Frei |             |

## Saisons précédentes
- Saison 2013
- Saison 2014
- Saison 2015
- Saison 2016
- Saison 2017
- Saison 2018
- Saison 2019
- Saison 2020
- Saison 2021
- Saison 2022
- Saison 2023